# Villaescusa (Zamora)
Villaescusa es un municipio y localidad española de la provincia de Zamora, en la comunidad autónoma de Castilla y León.

## Topónimo
Existen dos versiones que intentan explicar el origen del topónimo Villaescusa. En ambas hay coincidencia en el significado de la primera parte de la palabra. Es seguro que «villa» deriva del latín vicus>vicula>villa, que, con un significado en origen de «casa de campo», pasó a ser más tarde, en lenguas romances, la referencia de una población de tamaño medio, de un pueblo e incluso de una ciudad. La segunda parte, «escusa», es la que concentra la disparidad de opiniones. Algunos autores piensan que procede de «excusa», y que definiría a una «villa excusada del pago de ciertos impuestos o tributos». Otros proponen que derive del latín abconsa (oculta, escondida), que derivó hacia ascunsa y ascusa, dando un significado final de «villa escondida».

## Historia

Emblema de la Orden de San Juan de Jerusalén, a la que perteneció Vadillo entre los siglos XII y XIX

Tras su reconquista y repoblación por parte de la monarquía leonesa, en el año 1116 la reina Urraca I de León cedió Villaescusa a la orden de San Juan, siendo este documento el más antiguo de los que hasta la fecha mencionan la existencia de esta localidad.
Históricamente, Villaescusa fue una de las localidades representadas por la ciudad de Toro en Cortes, pasando a integrar en la Edad Moderna la provincia de Toro, en la que se mantuvo hasta el siglo XIX.
Con la creación de las actuales provincias en 1833, Villaescusa pasó a formar parte de la provincia de Zamora, dentro de la Región Leonesa, la cual, como todas las regiones españolas de la época, carecía de competencias administrativas.
Tras la constitución de 1978, Villaescusa pasó a formar parte en 1983 de la comunidad autónoma de Castilla y León, en tanto municipio perteneciente a la provincia de Zamora.

## Geografía humana

### Demografía
Cuenta con una población de 237 habitantes (INE 2024).
| Gráfica de evolución demográfica de Villaescusa entre 1842 y 2021                                                     |
| |
| Población de derecho según los censos de población del INE. Población de hecho según los censos de población del INE. |

## Símbolos
El ayuntamiento de Villaescusa, en sesión celebrada el día 30 de septiembre de 1999, aprobó el escudo heráldico y la bandera municipal con la siguiente descripción:
- Escudo partido. 1.º De azur olmo de plata surmontado de estrella de doce puntas de plata. 2º De plata cruz de Santiago de gules. Al timbre corona real cerrada.
- Bandera rectangular de proporciones 2:3, formada por una cruz blanca completa, cuyos brazos están a 1/3 del asta y 2/3 de la parte superior, siendo de 1/6 del ancho, cantonada de rojo, excepto el superior del batiente que es azul con una estrella de doce puntas blanca.

## Monumentos
- Iglesia parroquial de Santiago Apóstol: aunque profundamente modificada, conserva algunos elementos originales como algunas inscripciones medievales en piedra en una de las portadas. La factura actual del templo se debe a la reconstrucción del mismo en el siglo XVI. El retablo mayor es barroco, de dos columnas y rematado con un cuerpo añadido con la representación de Santiago a caballo.
- Ayuntamiento: destaca en él su curiosa torre.
- Ermita de la Virgen del Olmo: situada a las afueras de la localidad también es conocida como de Nuestra Señora de Bella Escusa. En su interior hay un retablo que acoge la imagen de la virgen del Olmo, ahora vestidera, si bien fue Virgen sentada románica, posteriormente mutilada.

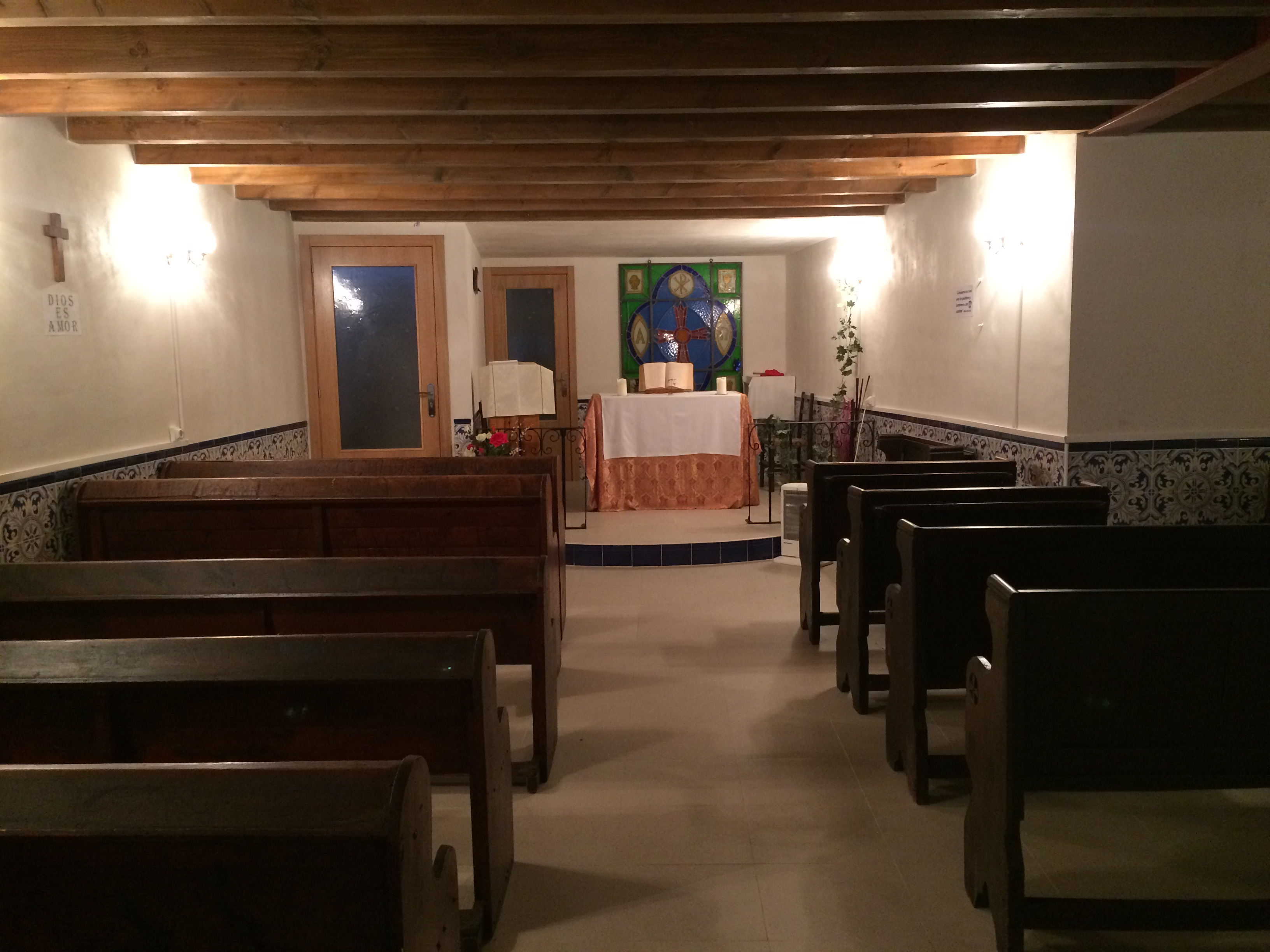
Interior de la Iglesia Anglicana del Espíritu Santo

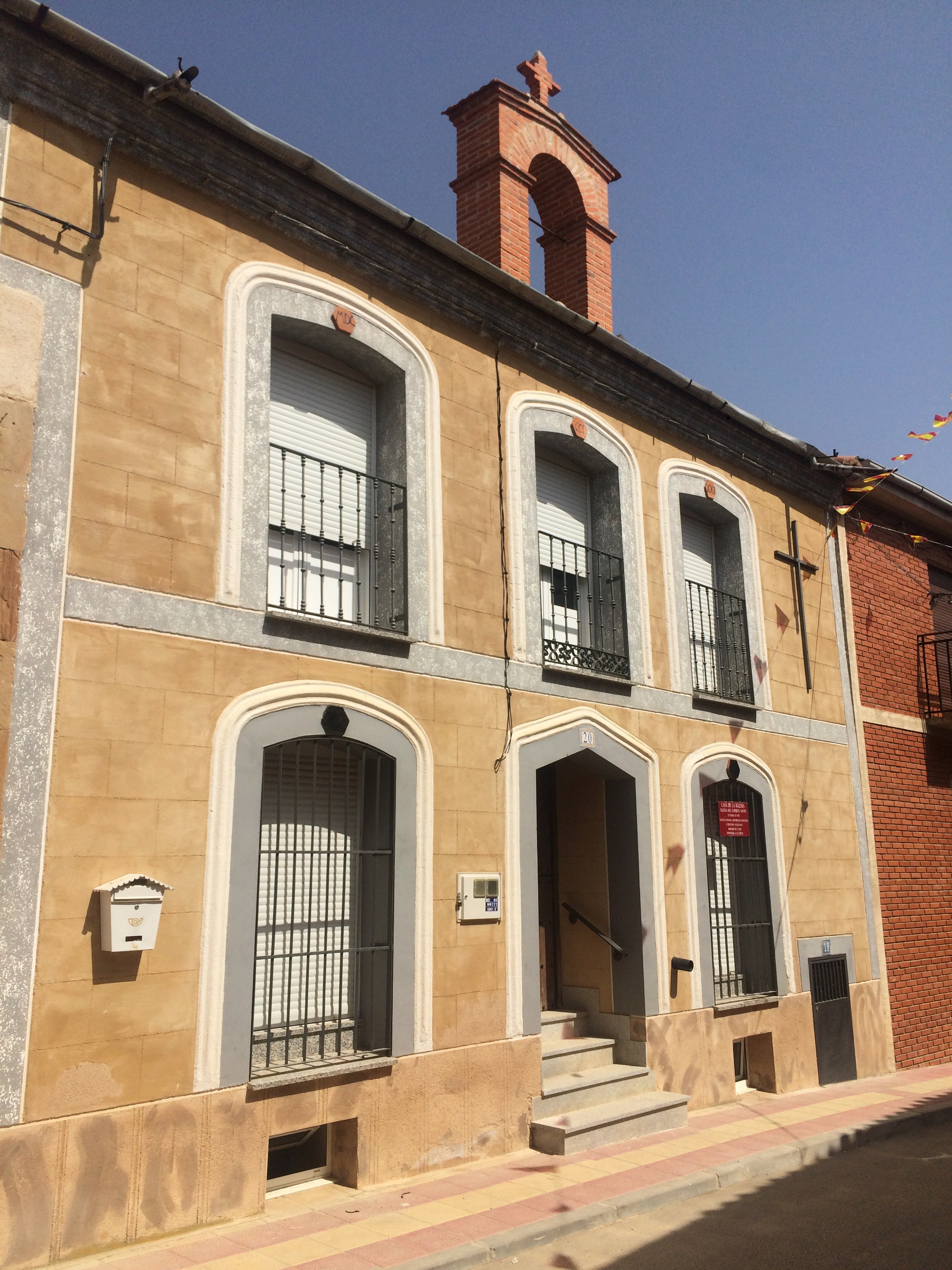
Exterior de la Iglesia Anglicana del Espíritu Santo

- Interior de la Iglesia Anglicana del Espíritu SantoExterior de la Iglesia Anglicana del Espíritu SantoLa Iglesia Anglicana del Espíritu Santo: Un santuario pequeño sobre la Calle Derecha, 20. Con residencia en el primer piso. Bajo el liderazgo de la Iglesia Española Reformada Episcopal y miembro de la Comunión Anglicana.

## Fiestas
Las principales fiestas son la Virgen del Olmo en mayo, San Gervasio el último fin de semana de julio, los Quintos el 1 de enero y las Águedas el 5 de febrero. Además de fiestas secundarias como son La Romería, dos semanas antes de la virgen del Olmo, y la fiesta del día 1 de mayo.

## Imágenes de Villaescusa
|                                  |
| Cartel de entrada a la localidad |

|                                                               |
| Panorámica de la ermita de la Virgen del Olmo y el cementerio |

|                              |
| Ermita de la Virgen del Olmo |